# Fermignano
Fermignano es una localidad y comune italiana de la provincia de Pesaro y Urbino, región de las Marcas, con 8638 habitantes.

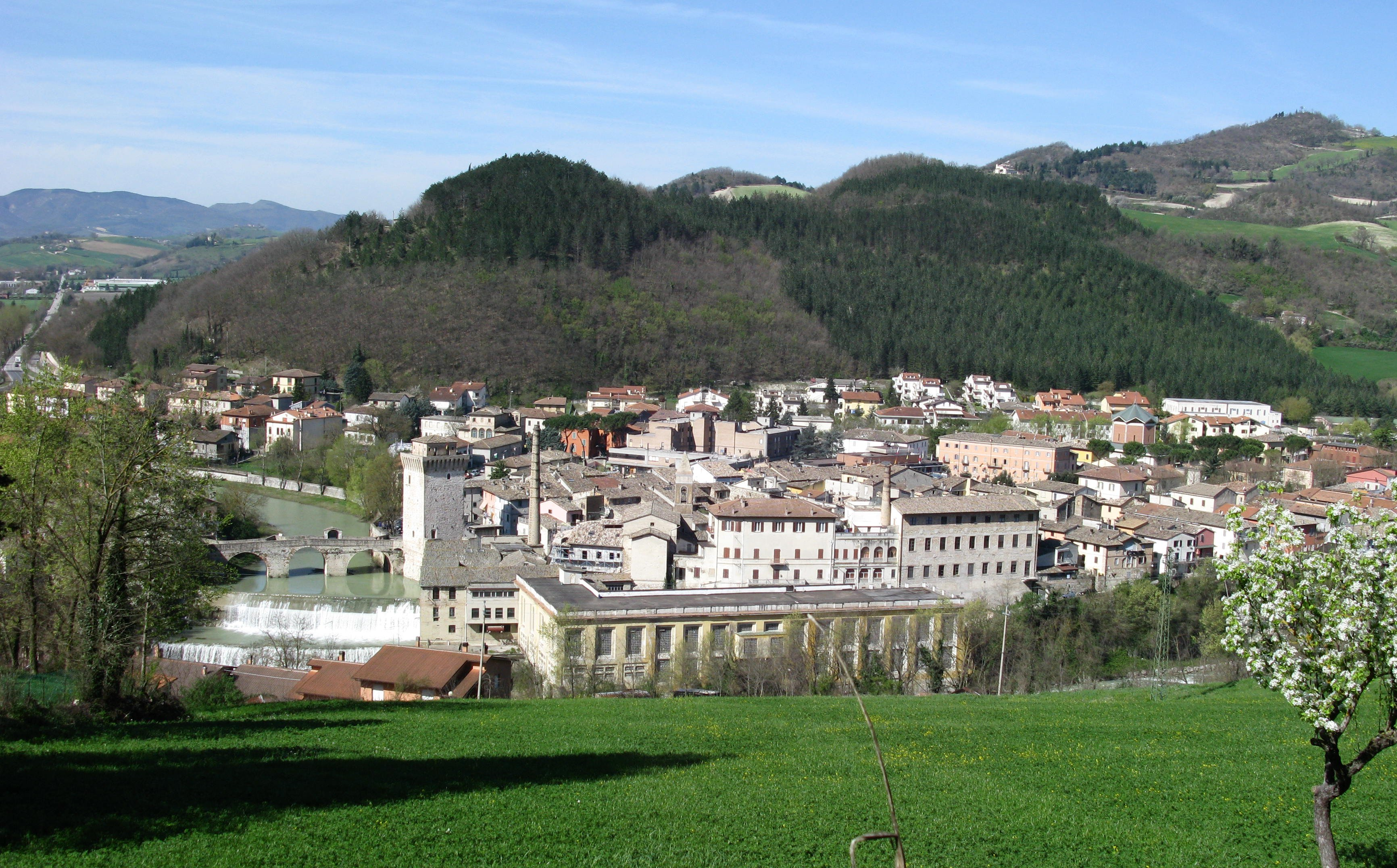
Fermignano

## Evolución demográfica
| Gráfica de evolución demográfica de Fermignano entre 1861 y 2001 |
|                                                                  |
| Fuente ISTAT - elaboración gráfica de Wikipedia                  |

## Festividades
- Bendición de los animales (17 de enero San'Antonio - hasta la el domingo siguiente)
- Palio della rana (domingo después de Pascua)
- Biciclo ottocentesco (primero domingo de septiembre)